# Wybory samorządowe w Polsce w 1994 roku
Wybory samorządowe w 1994 zostały przeprowadzone w dniu 19 czerwca 1994 roku.

## Jednostki wybierane
Wybierano:
- 2468 rad gmin,
- 7 rad dzielnic w (nowo utworzonej) gminie Warszawa-Centrum,
- Radę m. st. Warszawy (po raz pierwszy od 1990)

## Wyniki wyborów
Frekwencja wyborcza w wyborach do rad gmin wyniosła 33,78%; głosów nieważnych było 1,60%. Ponadto, oddano 1,69% tzw. głosów ważnych bez dokonania wyboru (czystych kart do głosowania).
W dużych miastach 62% mandatów uzyskały partie polityczne. Startujący samodzielnie SLD wygrał w 29 miastach wojewódzkich Polski centralnej, północnej, zachodniej. Na listy partii prawicowych więcej głosów oddano w Polsce wschodniej i południowej. Koalicje centroprawicowe zwyciężyły w ośmiu miastach, a Unia Wolności z koalicjantami w siedmiu. W pozostałych wygrały lokalne koalicje. W gminach najlepiej wypadło PSL.